# هرگز به من دست نزد
هرگز به من دست نزد (انگلیسی: Never Touched Me) یک فیلم کمدی صامت کوتاه به کارگردانی آلفرد جی. گلدینگ است که در سال ۱۹۱۹ منتشر شد.

## بازیگران
- هارولد لوید
- اسناب پالرد
- ببه دنیلز
- والاس هاو
- لو هاروی
- لایج کانلی
- سمی بروکس
- نوآ یانگ
- جیمز تی. کلی